# Премія Шамус
Премія Шамус (англ. Shamus Award) — літературна премія, яку присуджує «Товариство письменників детективного жанру Америки» для авторів, які пишуть про «приватне око» — приватних детективів та є членами організації «Private Eye Writers of America», за найкращі романи та оповідання року в жанрі детективу. Починаючи з 2003 року, нагороди Шамус іноді (2003, 2007—2009, 2011—2016 роки) оголошувалися під час Всесвітнього з'їзду таємниць Бучеркон (Bouchercon) на бенкеті, присвяченому нагородам «Товариства письменників детективного жанру Америки». Нагородження з 2013 року відбувалися у 9 номінаціях.
Назва премії йде від сленгу США, де «шамус» (shamus, іноді «шеймус») — приватний сищик.
Взагалі «Private Eye Writers of America» визначає «приватне око» як будь-який персонаж, який є професійним слідчим, але не поліцейським чи урядовим агентом. Таким чином, книги та історії про приватних слідчих (ліцензованих та неліцензованих), адвокатів та репортерів, які виконують власну роботу, та інших найманих агентів мають право на цю премію.

## Номінації
- Найкращий роман у твердій обкладинці — нагородження з 1982 року.
- Найкращий перший роман — нагородження з 1985 року.
- Найкращий роман у м'якій обкладинці — нагородження з 1982 року.
- «ОКО», премія за творчі досягнення у житті — нагородження з 1982 року.
- Найкраще оповідання — нагородження з 1983 року.
- Преса Сент-Мартінс / Найкращий перший роман про приватних детективів — нагородження з 1986 року до 2004.
- Друзі PWA — нагородження з 2002 року.
- Найкраща серія творів про приватних детективів / персонажів таких творів — Молот (The Hammer) — нагородження з 2007 року по 2014.
- Найкращий інді-роман — нагородження з 2013 року по 2015.

## Переможці

### Найкращий роман у твердій обкладинці
1980-ті роки
- 1982 —  Hoodwink (Приховувач), Білл Пронзіні (Bill Pronzini)
- 1983 — Eight Million Ways to Die (8 мільйонів шляхів померти), Лоуренс Блок (Lawrence Block)
- 1984 — True Detective (Справжній детектив), Макс Аллан Коллінс (Max Allan Collins)
- 1985 — Sugartown (Цукрове містечко), Loren D. Estleman[en] (Лорен Д. Естлемен)
- 1986 — "B" Is for Burglar[en] («В» для грабіжника), Сью Графтон (Sue Grafton)
- 1987 — The Staked Goat (Забита коза), Jeremiah Healy[fr] (Джеремія Гілі)
- 1988 — A Tax in Blood (Податок у крові), Benjamin Schutz (Бенджамін Шутц)
- 1989 — Kiss (Поцілунок), Джон Лутц (John Lutz)

1990-ті роки
- 1990 — Extenuating Circumstances (Пом'якшувальні обставини), Jonathan Valin[en] (Джонатан Валін)
- 1991 — "G" Is for Gumshoe[en] («G» для детектива), Сью Графтон (Sue Grafton)
- 1992 — Stolen Away (Вкрадений), Макс Аллан Коллінс (Max Allan Collins)
- 1993 — The Man Who was Taller Than God (Людина, яка була вища за Бога), Harold Adams (Гарольд Адамс)
- 1994 — The Devil Knows You're Dead (Диявол знає, що ви мертві), Лоуренс Блок (Lawrence Block)
- 1995 — "K" Is for Killer[en] («K» для вбивці), Сью Графтон (Sue Grafton)
- 1996 — Concourse (Конкурс), Ш. Дж. Розен (S. J. Rozan)
- 1997 — Sunset Express[en] (Експрес заходу сонця), Роберт Крейс (Robert Crais)
- 1998 — Come Back Dead (Повернись мертвим), Terence Faherty[en] (Теренс Фагерті)
- 1999 — Boobytrap (Мінна пастка), Білл Пронзіні (Bill Pronzini)

2000-ні роки
- 2000 — California Fire and Life (Вогонь і життя Каліфорнії), Don Winslow[en] (Дон Вінслоу)
- 2001 — Havana Heat (Гаванська спека), Carolina Garcia-Aguilera[en] (Кароліна Гарсія-Агілера)
- 2002 — Reflecting the Sky (Відображаючи небо), Ш. Дж. Розен (S. J. Rozan)
- 2003 — Blackwater Sound (Звук чорної води), James W. Hall[en] (Джеймс В. Голл)
- 2004 — The Guards (Охоронці), Ken Bruen[en] (Кен Бруен)
- 2005 — While I Disappear (Поки я зникаю), Ed Wright[en] (Ед Райт)
- 2006 — The Lincoln Lawyer[en] (Лінкольн для адвоката), Майкл Коннеллі (Michael Connelly)
- 2007 — The Dramatist (Драматург), Ken Bruen[en] (Кен Бруен)
- 2008 — Soul Patch (Патч для душі), Рід Фаррел Коулмен (Reed Farrel Coleman)
- 2009 — Empty Ever After (Назавжди порожній), Рід Фаррел Коулмен (Reed Farrel Coleman)

2010-ті роки
- 2010 — Locked In (Заблоковано), Марсія Мюллер (Marcia Muller)
- 2011 — No Mercy (Без пощади), Lori Armstrong (Лорі Армстронг)
- 2012 — A Bad Night's Sleep (Поганий нічний сон), Michael Wiley[en] (Майкл Вілі)
- 2013 — Taken (Узято), Роберт Крейс, (Robert Crais)
- 2014 — The Good Cop (Добрий коп), Brad Parks[en] (Бред Паркс)
- 2015 — Hounded (Переслідувані), David Rosenfelt[en] (Девід Розенфелт)
- 2016 — Brutality (Жорстокість), Ingrid Thoft (Інгрід Зофт)
- 2017 — Where It Hurts (Де болить), Рід Фаррел Коулмен (Reed Farrel Coleman)
- 2018 — The Room of White Fire (Кімната білого вогню), Т. Джефферсон Паркер (T. Jefferson Parker)
- 2019 — What You Want to See (Що ти бажаєш побачити), Kristen Lepionka (Крістен Лепіонка)

2020-ті роки
- 2020 — Lost Tomorrows (Втрачені завтра), Matt Coyle (Метт Койл)
- 2021 — Blind Vigil (Сліпе пильнування), Matt Coyle (Метт Койл)
- 2022 — Family Business (Сімейний бізнес), Ш. Дж. Розен (S. J. Rozan)
- 2023 — The Wheel of Doll (Колесо ляльки), Jonathan Ames[en] (Джонатан Еймс)
- 2024 — Heart of the Nile (Серце Нилу), Will Thomas[en] (Вілл Томас)

### Найкращий перший роман
1980-ті роки
- 1985 — A Creative Kind of Killer (Творчий тип вбивці), Jack Early[en] (Джек Ерлі)
- 1986 — Hardcover (Тверда обкладинка), Wayne Warga[en] (Вейн Варга)
- 1987 — Jersey Tomatoes (Джерсійські томати), J. W. Rider (Дж. В. Райдер)
- 1988 — Death on the Rocks (Смерть на скелях), Michael Allegretto (Майкл Аллегретто)
- 1989 — Fear of the Dark (Жах у темряві), Gar Anthony Haywood[en] (Гар Ентоні Гейвуд)

1990-ті роки
- 1990 — Katwalk[en] (Каталог), Карен Кіеффскі (Karen Kijewski)
- 1991 — Devil in a Blue Dress[en] (Диявол у блакитному), Волтер Мослі (Walter Mosley)
- 1992 — Suffer Little Children (Страждайте маленькі діти), Thomas Davis (Томас Девіс)
- 1993 — The Woman Who Married a Bear (Жінка, яка одружилася з ведмедем), John Straley[en] (Джон Стрелі)
- 1994 — Satan's Lambs (Ягняти сатани), Lynn Hightower (Лінн Хайтавер)
- 1995 — A Drink Before the War[en] (Ковток перед битвою), Денніс Лігейн (Dennis Lehane)
- 1996 — The Innocents (Невинні), Richard Barre (Річард Барр)
- 1997 — This Dog for Hire (Цей собака здається напрокат), Carol Lea Benjamin (Керол Лі Бенджамін)
- 1998 — Big Red Tequila[en] (Велика червона текила), Рік Ріордан (Rick Riordan)
- 1999 — A Cold Day in Paradise (Холодний день у раю), Steve Hamilton[en] (Стів Гамільтон)

2000-ні роки
- 2000 — Every Dead Thing (Кожна мертва річ), Джон Конноллі (John Connolly)
- 2001 — Street Level (Рівень вулиці), Bob Truluck (Боб Трулак)
- 2002 — Chasing the Devil's Tail (У гонитві за хвостом диявола), David Fulmer[en] (Девід Фулмер)
- 2003 — The Distance (Дистанція), Eddie Muller[en] (Едді Мюллер)
- 2004 — Black Maps (Чорні мапи), Peter Spiegelman[en] (Пітер Шпігельман)
- 2005 — The Dead (Мертва), Ingrid Black[en] (Інгрид Блек)
- 2006 — Forcing Amaryllis (Зґвалтування Амаріліс), Louise Ure (Луїза Уре)
- 2007 — The Wrong Kind of Blood (Неправильний сорт крові), Declan Hughes[en] (Деклан Гьюз)
- 2008 — Big City, Bad Blood (Велике місто, погана кров), Sean Chercover (Шон Черковер)
- 2009 — In the Heat (У спеку), Ian Vasquez (Ян Васкес)

2010-ті роки
- 2010 — Faces of the Gone (Обличчя зниклих), Brad Parks[en] (Бред Паркс)
- 2011 — In Search of Mercy (У пошуках милосердя), Michael Ayoob (Майкл Айоб)
- 2012 — The Shortcut Man (Людина-ярлик), P.G. Sturges (П Д. Стургес)
- 2013 — Black Fridays (Чорні п'ятниці), Michael Sears (Майкл Сірс)
- 2014 — Bear is Broken (Заламаний ведмідь), Lachlan Smith (Лахлен Сміт)
- 2015 — Invisible City (Невидиме місто), Julia Dahl (Джуліа Дал)
- 2016 — Brutality (Грубість), Ingrid Thoft (Інгрід Тхофт)
- 2017 — IQ (АйКью), Joe Ide[en] (Джо Айд)
- 2018 — The Last Place You Look (Останнє місце, куди дивишся), Kristen Lepionka (Крістен Лепіонка)
- 2019 — The Best Bad Things (Найкращі погані речі), Katrina Carrasco (Катріна Карраско)

2020-ті роки
- 2020 — премію не присуджено
- 2021 — The Missing American (Американець, який пропав), Kwei Quartey (Квей Квартей)
- 2022 — Lost Little Girl (Загублена маленька дівчинка), Gregory Stout (Грегорі Стаут)
- 2023 — The Goldenacre (Золотий акр), Philip Miller (Філіп Міллер)
- 2024 — не присуджено

### Найкращий роман у м'якій обкладинці
1980-ті роки
- 1982 — California Thriller (Каліфорнійський триллер), Max Byrd (Макс Бірд)
- 1983 — The Cana Diversion (Диверсія Кани), William Campbell Gault[en] (Вільям Кемпбелл Гоулт)
- 1984 — Dead in Centerfield (Мертвий у Центрфілді), Paul Engleman (Пол Енглеман)
- 1985 — Ceiling of Hell (Стеля пекла), Warren Murphy[en] (Воррен Мерфі)
- 1986 — Poverty Bay (Бухта бідності), Earl Emerson[en] (Ерл Емерсон)
- 1987 — The Back Door Man (Людина із задніх дверей), Rob Kantner (Роб Кантнер)
- 1988 — Wild Night (Дика ніч), L.J. Washburn (Л. Дж. Вошберн)
- 1989 — Dirty Work (Брудна робота), Rob Kantner (Роб Кантнер)

1990-ті роки
- 1990 — Hell's Only Half Full (Пекло заповнене лише наполовину), Rob Kantner (Роб Кантнер)
- 1991 — Rafferty: Fatal Sisters (Рафферті: фатальні сестри), W. Glenn Duncan (В. Гленн Дункан)
- 1992 — Cool Blue Tomb (Крута синя могила), Paul Kemprecos[en] (Пол Кемпрекос)
- 1993 — The Last Tango of Dolores Delgado (Останнє танго Долорес Дельгадо), Marele Day[en] (Марель Дей)
- 1994 — Brothers and Sinners (Брати і грішники), Rodman Philbrick[en] (Родмен Філбрік)
- 1995 — Served Cold (Подається холодним), Ed Goldberg (Ед Голдберг)
- 1996 — Native Angels (Рідні янголи), William Jaspersohn (Вільям Джасперсон)
- 1997 — Fade Away (Поза грою), Гарлан Кобен (Harlan Coben)
- 1998 — Charm City (Чарівне місто), Лаура Ліппман (Laura Lippman)
- 1999 — Murder Manual (Інструкція по вбивству), Steven Womack (Стівен Вомек)

2000-ні роки
- 2000 — In Big Trouble (У великій біді), Лаура Ліппман (Laura Lippman)
- 2001 — Death in the Steel City (Смерть у сталевому місті), Thomas Lipinski (Томас Ліпінскі)
- 2002 — Archangel Protocol (Протокол «Архангел»), Lyda Morehouse[en] (Ліда Моргаус)
- 2003 — The Distance (Дистанція), Eddie Muller[en] (Едді Мюллер)
- 2004 — Cold Quarry (Холодний кар'єр), Andy Straka[en] (Енді Страка)
- 2005 — The Dead (Мертвий), Ingrid Black[en] (Інгрід Блек)
- 2006 — The James Deans[en] (Джеймси Діни), Рід Фаррел Коулмен (Reed Farrel Coleman)
- 2007 — An Unquiet Grave (Неспокійна могила), P. J. Parrish[en] (П. Д. Перріш)
- 2008 — Songs of Innocence (Пісні невинності), Charles Ardai[en] (Чарльз Ардаї)
- 2009 — Snow Blind (Снігова сліпота), Lori G. Armstrong (Лорі Армстронг)

2010-ті роки
- 2010 — Sinner's Ball (Бал грішника), Ira Berkowitz[en] (Айра Берковіц)
- 2011 — Asia Hand (Азійська рука), Christopher G. Moore[en] (Крістофер Мур)
- 2012 — Fun & Games (Розваги та ігри), Duane Swierczynski[en] (Дуейн Сверчинскі)
- 2013 — And She Was (І вона була), Alison Gaylin (Елісон Гейлін)
- 2014 — Heart of Ice (Серце льоду), P.J. Parrish[en] (П. Д. Перріш)
- 2015 — Moonlight Weeps (Місячне світло плаче), Vincent Zandri (Вінсент Зендрі)
- 2016 — Circling the Runway (Круження злітної смуги), J.L. Abramo (Д. Л. Абрамо)
- 2017 — The Perplexing Theft of the Jewel in the Crown (Приголомшлива крадіжка перлини в короні), Vaseem Khan[en] (Васім Хан)
- 2018 — Lights Out Summer (Відбій літа), Rich Zahradnik (Річ Заграднік)
- 2019 — The Questionable Behavior of Dahlia Moss (Сумнівна поведінка Далії Мосс), Max Wirestone (Макс Вайрстоун)

2020-ті роки
- 2020 — Behind the Wall (За стіною), James D. F. Hannah (Джеймс Д. Ф. Ганна)
- 2021 — Brittle Karma (Крихка карма), Richard Helms (Ричард Гелмс)
- 2022 — Every City Is Every Other City (Кожне місто — це кожне інше місто), John McFetridge (Джон Макфетрідж)
- 2023 — Dead-Bang Fall (Падіння зі смертельним наслідком), J.R. Sanders (Д. Р. Сендерс)
- 2024 — Liar's Dice (Брехливі кістяні кубики), Gabriel Valjan (Габріель Валян)

### «Око»
1980-ті роки
- 1982 — Росс Макдональд (Ross Macdonald)
- 1983 — Мікі Спіллейн (Mickey Spillane)
- 1984 — William Campbell Gault[en] (Вільям Кемпбелл Голт)
- 1985 — Howard Browne[en] (Говард Браун)
- 1986 — Richard S. Prather[en] (Ричард Пратер)
- 1987 — Білл Пронзіні (Bill Pronzini)
- 1988 — Dennis Lynds[en] and Wade Miller[en] (Денніс Ліндс і Вейд Міллер)
- 1989 — премію не присуджено

1990-ті роки
- 1990 — премію не присуджено
- 1991 — Roy Huggins[en] (Рой Гаггінс)
- 1992 — Joseph Hansen[en] (Джозеф Гансен)
- 1993 — Марсія Мюллер (Marcia Muller)
- 1994 — Stephen J. Cannell[en] (Стівен Дж. Кеннелл)
- 1995 — Джон Лутц (John Lutz) і Роберт Паркер (Robert B. Parker)
- 1997 — Stephen Marlowe[en] (Стівен Марлоу)
- 1999 — Maxine O'Callaghan (Мексайн О'Каллаген)

2000-ні роки
- 2000 — Edward D. Hoch[en] (Едвард Д. Гок)
- 2002 —  Лоуренс Блок (Lawrence Block)
- 2003 — Сью Графтон (Sue Grafton)
- 2004 — Дональд Вестлейк (Donald E. Westlake)
- 2005 — Сара Парецкі (Sara Paretsky)
- 2006 — Макс Аллан Коллінс (Max Allan Collins)
- 2007 — Стюарт Камінскі (Stuart M. Kaminsky)
- 2008 — Joe Gores[en] (Джо Горс)
- 2009 — Robert J. Randisi[en] (Роберт Рендісі)

2010-ті роки
- 2010 — Роберт Крейс (Robert Crais)
- 2011 — Ed Gorman[en] (Едвард Горман)
- 2012 — премію не присуджено
- 2013 — Loren D. Estleman[en] (Лорен Д. Естлман)
- 2015 — Parnell Hall[en] (Парнелл Голл)
- 2016 — Ш. Дж. Розен (S. J. Rozan)
- 2017 — Jerry Kennealy (Джеррі Кеннілі)
- 2018 — Волтер Мослі (Walter Mosley)
- 2019 — премію не присуджено
- 2020 — премію не присуджено

2020-ті роки
- 2021 — Michael Z. Lewin[en] (Майкл Левін)
- 2022 — премію не присуджено
- 2023 — премію не присуджено

### Найкраще оповідання
1980-ті роки
- 1983 — What You Don't Know Can Hurt You (Те, чого ви не знаєте, може зашкодити вам), Джон Лутц (John Lutz)
- 1984 — Cat's Paw (Котяча Лапа), Білл Пронзіні (Bill Pronzini)
- 1985 — By The Dawn's Early Light (До раннього світанку), Лоуренс Блок (Lawrence Block)
- 1986 — Eight Miles and Dequindre (Вісім миль і Декіндр), Loren D. Estleman[en] (Лорен Д. Істлемен)
- 1987 — Fly Away Home (Відлеті додому), Rob Kantner (Роб Кантнер)
- 1988 — Turn Away (Відвернися), Ed Gorman[en] (Ед Горман)
- 1989 — The Crooked Way (Кривий шлях), Loren D. Estleman[en] (Лорен Д. Істлемен)

1990-ті роки
- 1990 — The Killing Man (Убивча людина), Мікі Спіллейн (Mickey Spillane)
- 1991 — Final Resting Place (Місце останнього спочинку), Марсія Мюллер (Marcia Muller)
- 1992 — Dust Devil (Пиловий диявол), Ненсі Пікард (Nancy Pickard)
- 1993 — Mary, Mary Shut The Door (Мері, Мері, зачини двері), Ben Schutz (Бен Шутц)
- 1994 — The Merciful Angel of Death (Милосердний ангел смерті), Лоуренс Блок (Lawrence Block)
- 1995 — Necessary Brother (Необхідний брат), Brendan DuBois[en] (Брендан Дюбойс)
- 1996 — And Pray Nobody Sees You (І моліться, що вас ніхто не бачить), Gar Anthony Haywood[en] (Гер Ентоні Гейвуд)
- 1997 — Dead Drunk (Смертельно п'яний), Lia Matera[en] (Ліа Матера)
- 1998 — Love Me For My Yellow Hair Alone (Люби мене тільки за моє жовте волосся), Carolyn Wheat[en] (Керолін Віт)
- 1999 — Another Day, Another Dollar (Інший день, інший долар), Warren Murphy[en] (Воррен Мерфі)

2000-ні роки
- 2000 — Akitada's First Case (Перша справа Акітади), I. J. Parker[en] (І. Дж. Паркер)
- 2001 — The Road's End (Кінець дороги), Brendan DuBois[en] (Брендан Дюбойс)
- 2002 — Rough Justice (Грубе правосуддя) Ceri Jordan (Кері Джордан)
- 2003 — The Second Coming (Другий прихід), Terence Faherty[en] (Теренс Фегерті)
- 2004 — Lady on Ice (Леді на льоду), Loren D. Estleman[en] (Лорен Д. Істлемен)
- 2005 — Hasidic Noir (Хасидський нуар), Pearl Abraham[en] (Перл Абрагам)
- 2006 — A Death in Ueno (Смерть в Уэно), Michael Wiecek (Мікаель Вічек)
- 2007 — The Heart Has Reasons (У серця є причини), O'Neil DeNoux (О'Ніл Дену)
- 2008 — Hungry Enough (Досить голодний), Cornelia Read[fr] (Корнелія Рід)
- 2009 — Family Values (Сімейні цінності), Mitch Alderman (Мітч Олдермен)

2010-ті роки
- 2010 — Julius Katz (Юліус Кац), Dave Zeltserman[en] (Дейв Зелцермен)
- 2011 — The Lamb Was Sure To Go (Ягня впевнено йшло), Gar Anthony Haywood[en] (Гер Ентоні Гейвуд)
- 2012 — Who I Am (Ким я є), Michael Z. Lewin[en] (Майкл З. Левін)
- 2013 — Ghost Negligence (Примарна недбалість), John Shepphird (Джон Шіпфірд)
- 2014 — So Long, Chief (Надовго, шефе), Макс Аллан Коллінс (Max Allan Collins) і Мікі Спіллейн (Mickey Spillane)
- 2015 — Clear Recent History (Очистити недавню історію), Gon Ben Ari (Гон Бен Арі)
- 2016 — The Dead Client (Мертвий клієнт), Parnell Hall[en] (Пернілл Голл)
- 2017 — A Battlefield Reunion (Возз'єднання на полі битви), Brendan DuBois[en] (Брендан Дюбойс)
- 2018 — Rosalie Marx is Missing (Розалі Маркс зникла), Robert S. Levinson (Роберт С. Левінсон)
- 2019 — Chin Yong-Yun Helps a Fool (Чін Йон-Юн допомагає дурню), Ш. Дж. Розен (S. J. Rozan)

2020-ті роки
- 2020 — Sac-A-Lait Man (Людина-мішечок), O'Neil DeNoux (О'Ніл Дену)
- 2021 — Mustang Sally (Мустанг Селлі), John M. Floyd (Джон М. Флойд)
- 2022 — Sweep Week (Тиждень підмітання), Richard Helms (Ричард Гелмс)
- 2023 — Charlie's Magazine (Журнал Чарлі), Libby Cudmore (Ліббі Кадмор)
- 2024 — Errand for a Neighbor (Доручення для сусіда), Bill Bassman (Білл Бессмен)

### Найкраща серія творів про приватних детективів / персонажів таких творів— Молот
2000-ні роки
- 2007 — Shell Scott (Шелл Скотт), Richard S. Prather[en] (Ричард Пратер)
- 2008 — Nameless (Безіменний детектив), Білл Пронзіні (Bill Pronzini)
- 2009 — Matt Scudder (Метт Скаддер), Лоуренс Блок (Lawrence Block)

2010-ті роки
- 2010 — Sharon McCone (Шерон Маккон), Марсія Мюллер (Marcia Muller)
- 2011 — V. I. Warshawski (В. І. Варшавскі), Сара Парецкі (Sara Peretsky)
- 2012 — Nate Heller (Нейт Геллер), Макс Аллан Коллінс (Max Allan Collins)
- 2013 — не присуджено
- 2014 — Kinsey Millhone (Кінсі Міллгоун), Сью Графтон (Sue Grafton)

З 2015 року у цій номінації премія не присуджувалася.

### Найкращий інді-роман
- 2013 — White Heat (Біла спека), Paul D. Marks[en] (Пол Д.Маркс)
- 2014 — Don't Dare a Dame (Не зажадай жінку), M. Ruth Myers (М. Рут Меєрс)
- 2015 — The Shadow Broker (Тіньовий брокер), Trace Conger (Трейс Конгер)

### Преса Сент-Мартінс / Найкращий перший роман про приватних детективів
- 1986 — An Infinite Number of Monkeys (Нескінченна кількість мавп), Les Roberts[en] (Лес Робертс)
- 1987 — Fear of the Dark (Страх темряви), Gar Anthony Haywood[en] (Гер Ентоні Гейвуд)
- 1988 — Katwalk (Подіум), Карен Кіеффскі (Karen Kijewski)
- 1989 — Kindred Crime (Споріднений злочин), Janet Dawson[en] (Джанет Довсон)

1990-і роки
- 1990 — The Loud Adios (Гучні прощавання), Ken Kuhlken[en] (Кен Кулкен)
- 1991 — A Sudden Death at the Norfolk Cafe (Раптова смерть у кафе «Норфолк»), Winona Sullivan (Вайнона Саллівен)
- 1992 — Storm Warning (Штормове попередження), E. C. Ayres (І. С. Айрес) (зрештою опубліковано як «Hour of the Manatee» / Година Манаті)
- 1993 — The Harry Chronicles (Хроніки Гаррі), Allan Pedrazas (Аллан Педразас)
- 1994 — The Heaven Stone (Небесний камінь), David Daniel (Девід Деніел)
- 1995 — Diamond Head (Алмазна голова), Charles Knief (Чарльз Найф)
- 1996 — премію не присуджено
- 1997 — A Cold Day in Paradise (Холодний день в раю), Steve Hamilton[en] (Стів Гамільтон)
- 1998 — The Loosers' Club (Клуб невдах), Lisa S Baker (Ліза С. Бейкер)
- 1999nbsp;— Street Legal (Вуличний легальний), Robert Truluck (Роберт Трулак)

2000-і роки
- 2000nbsp;— Catching Water in a Net (Ловля води в сітку), J. L. Abramo (Й. Л. Абрамо)
- 2001nbsp;— премію не призначено
- 2002nbsp;— The Sterling Inheritance (Спадщина стерлінгів), Michael Siverling (Майкл Сіверлінг)
- 2003nbsp;— Tonight I Said Goodbye (Сьогодні ввечері я попрощався), Michael Koryta[en] (Майкл Коріта)
- 2004nbsp;— First Kill (Перше вбивство), Michael Kronenwetter (Майкл Кроненветтер)

З 2005 року у цій номінації премії не вручають.

### Друзі PWA
- 1999 — Michael Seidman (Майкл Сейдмен), редактор у «Walker», колишній редактор «The Armchair Detective» і Joe Pittman (Джо Піттмен), старший редактор в «Signet»
- 2002 — Jan Grape (Ян Грейп)